# Phymatosorus powellii
Phymatosorus powellii är en stensöteväxtart som först beskrevs av Bak., och fick sitt nu gällande namn av Pichi-serm. Phymatosorus powellii ingår i släktet Phymatosorus och familjen Polypodiaceae. Inga underarter finns listade.